# Nagayo
Nagayo (長与町, Nagayo-chō) est un bourg situé dans la préfecture de Nagasaki, au Japon.

## Géographie

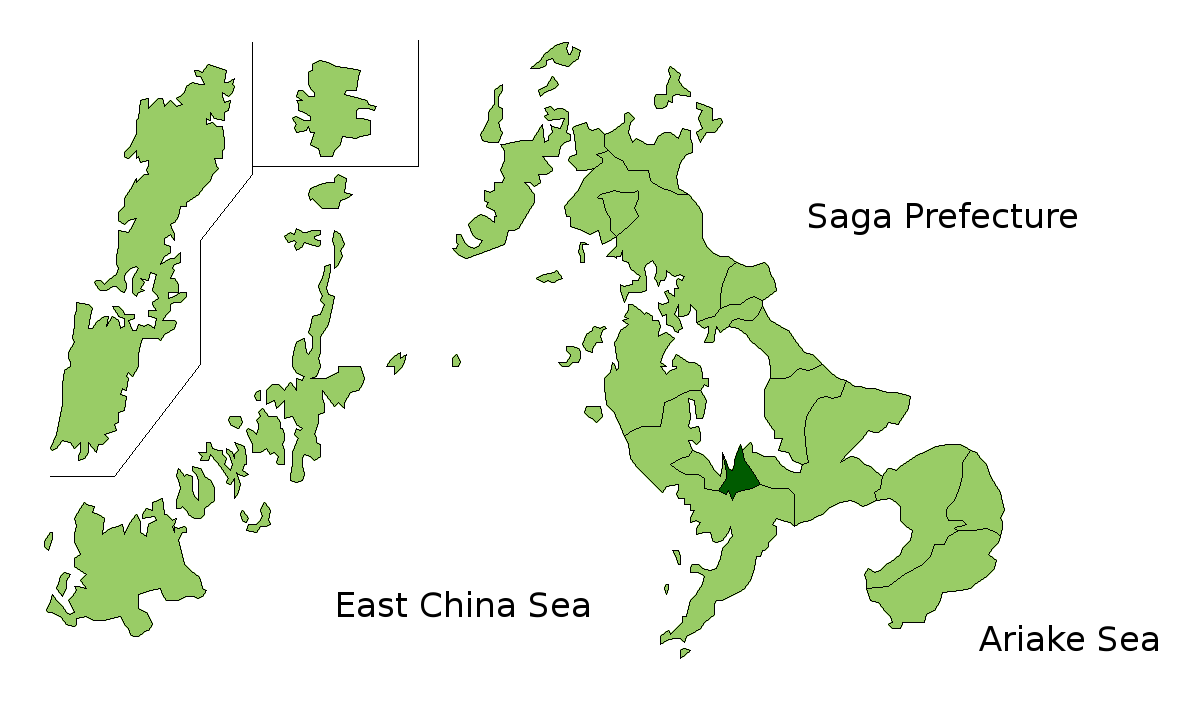
Nagayo dans la préfecture de Nagasaki.

### Démographie
En 2009, le bourg de Nagayo avait une population estimée à 42 215 habitants répartis sur une superficie de 28,81 km2 (densité de population de 1 465 hab./km2).